# Громадянська війна в Китаї
Громадянська війна в Китаї — серія збройних конфліктів на території Китаю між силами, підконтрольними владі Китайської Республіки та китайськими комуністами в 1927—1950 роках (з перервами).
Війна почалася 1 серпня 1927 році після Північного походу, у ході якого за рішенням правого крила Гоміньдану, на чолі якого стояв Чан Кайші, розірвали союз між Гоміньданом і КПК.
В 1949 китайські комуністи встановили контроль на території Китаю та утворили Китайську Народну Республіки (КНР), змусивши лідерів Республіки Китай перегрупуватись на острів Тайвань

## Перший етап (1927—1936)
Влітку 1926 року частини китайської Національно-революційної армії (НРА) на чолі з Чан Кайши виступили у військовий похід в Північний Китай (згодом увійшов в історію як Північний похід). Чан Кайши мав намір покінчити з клікою бейянських мілітаристів, що панувала в північних і північно-східних районах Китаю, а по-друге — звільнити від іноземців так звані «відкриті» порти, в яких раніше їм було дозволено вести торгівлю.
У міру просування на північ НРА вела успішні військові дії проти мілітаристських лідерів. На початку 1927 року під контроль урядових військ перейшли провінції Хунань, Цзянси, Фуцзянь. Вожді мілітаристів, побоюючись розгрому з боку НРА, переходили на її сторону для збереження своїх сил. 21 березня 1927 року війська Чан Кайши взяли Шанхай. Однак у цей момент між Гоміньданом і китайськими комуністами почали виникати розбіжності. Найважливішою їх причиною стала стратегія комуністів, що викликала невдоволення серед населення і суперечила прагненню гоміньданівців до відновлення стабільності в країні. Комуністи, у свою чергу, виступали проти отримання коштів на потреби держави з боку великих землевласників та іноземних капіталістів.
Як наслідок, в квітні 1927 року Чан Кайши, побоюючись можливого захоплення влади комуністами, розірвав зв'язки з КПК, а також відмовився від присутності на території Китаю військових радників з СРСР. Почалися арешти членів КПК. У період з 12 по 15 квітня тривали масові арешти комуністів на території Китаю: були розгромлені комуністичні організації в містах Нанкін, Ханчжоу, Нінбо, Аньцін, Фучжоу. Комуністичні виступи в Шанхаї, що виникли на початку місяця, були жорстоко придушені. Квітневі події 1927 згодом отримали назву Шанхайська різанина.

### Великий похід
У грудні 1936 року гоміньданівські генерали Чжан Сюелян та Ян Хучен під час так званого «Сіаньського інциденту» заарештували Чан Кайші, змусивши його погодитися на пропозицію комуністів про перемир'я — з тим щоб обидві сторони могли зосередитися на боротьбі проти японських загарбників. Після перемоги над Японією громадянська війна відновилася з новою силою.

## Другий етап (1945—1950)
Другий етап тривав з 10 жовтня 1945 року, від зриву гоміньданівцями чунцинських мирних переговорів, які велися під патронажем Патріка Джея Херлі, по 7 серпня 1950 року, коли завершилася битва за острови Ваньшань. Основна фаза широкомасштабних дій з боку КПК почалася 26 червня 1946 року. Міжнародно визнаний китайський уряд (гоміньданівський) неодноразово безуспішно намагався домовитися з СРСР про сприяння в діалозі з КПК. У 1946 р. Цзян Цзинго за дорученням свого батька Чан Кайши провів у Москві переговори з Йосипом Сталіним. Переговори закінчилися провалом: Сталін відмовився допомогти врегулювати відносини Гоміньдану з КПК, незважаючи на величезні вигоди, які обіцяв йому Чан Кайши.
У березні 1947 р. гоміньданівські війська перейшли в наступ і взяли місто Яньань, де розташовувався ЦК КПК і головний штаб НВАК. Але це був тимчасовий успіх і через деякий час комуністи перейшли в контрнаступ. У листопаді 1948 р. всі сили НВАК були зведені в чотири армії:
- 1 армія (ком. Пен Дехуай) — на північному заході
- 2 армія (ком. Лю Бочен) — в центрі Китаю
- 3 армія (ком Чень І) — на сході Китаю
- 4 армія (ком. Лінь Бяо) — на північному сході.

5 грудня 4 армія і дві групи військ Північного Китаю перейшли в наступ на фронті протяжністю 800 км. Метою операції було оволодіння центром провінції Чахар, Тяньцзінем — найбільшим економічним центром і портом, а також оволодіння Пекіном.
Після ряду успішних операцій, 31 січня 1949 року Китайська Червона Армія без бою вступила в Пекін. 21 квітня комуністи форсували Янцзи, узявши 23 квітня Нанкін. В цей час в збройне протистояння виявились втягнутими кілька військових кораблів Великої Британії. 27 травня був узятий Шанхай. 1 жовтня в Пекіні була проголошена Китайська Народна Республіка. 14 жовтня був узятий Гуанчжоу.
Основні бойові дії завершилися з висадкою китайських червоноармійців на острові Хайнань і повним оволодінням ним за допомогою місцевих партизан навесні 1950 року, після чого під контролем комуністів виявився континентальний Китай і острів Хайнань, а під владою Гоміньдану залишилися острови Тайвань, Пенху (в Тайванській протоці) і група островів (Цзіньмень та Мацзу), що відносяться до провінції Фуцзянь.
Значну підтримку НВАК та КПК надавав Радянський Союз.
Формально КНР досі перебуває у стані війни з Китайською Республікою.